# Lupa Piacenza 2012-2013
In questa pagina sono raccolte le informazioni sulle competizioni ufficiali disputate dalla Società Sportiva Dilettantistica Lupa Piacenza nella stagione 2012-2013.

## Divise e sponsor
Lo sponsor principale per la stagione 2012-2013 è Copra Elior, successivamente ritornò anche Unicef sulla terza maglia, lo sponsor tecnico rimane la Macron.
| Casa | Trasferta | Terza maglia |

## Organigramma societario
Area direttiva
- Presidente: Marco Gatti
- Presidente onorario: Stefano Gatti
- Vice presidente: Paolo Seccaspina
- Direttore generale: Marco Scianò

Area tecnica
- Direttore sportivo: Marzio Merli
- Allenatore: Carlo Sozzi, dal 3 settembre 2012 William Viali[2]
- Allenatore in seconda: Mauro Sozzi e Alessandro Brizzolesi, dal 19 settembre Stefano Parmigiani[3]
- Allenatore dei portieri: Roberto Serena
- Preparatore atletico: Marco Bracchi

## Rosa
| N. |                      | Ruolo | Calciatore           |
| -- | -------------------- | ----- | -------------------- |
|    | Italia (bandiera)    | P     | Luca Bissolotti      |
|    | Italia (bandiera)    | P     | Alessandro Bosi      |
|    | Italia (bandiera)    | P     | Matteo Ferrari       |
|    | Italia (bandiera)    | P     | Matteo Riboldi       |
|    | Italia (bandiera)    | P     | Manuel Govoni        |
|    | Italia (bandiera)    | D     | Alessandro Cavicchia |
|    | Italia (bandiera)    | D     | Giuseppe Comisso     |
|    | Italia (bandiera)    | D     | Riccardo Bellotti    |
|    | Italia (bandiera)    | D     | Matteo Bertelli      |
|    | Italia (bandiera)    | D     | Filippo Elefanti     |
|    | Italia (bandiera)    | D     | Marco Fogliazza      |
|    | Italia (bandiera)    | D     | Matteo Malvicini     |
|    | Argentina (bandiera) | D     | Emanuel Martinez     |
|    | Italia (bandiera)    | D     | Leonardo Prazzoli    |
|    | Italia (bandiera)    | D     | Francesco Sicuro     |
|    | Italia (bandiera)    | D     | Stefano Tignonsini   |
|    | Italia (bandiera)    | D     | Diego Tognassi       |
|    | Svizzera (bandiera)  | C     | Simone Fumasoli      |
|    | Italia (bandiera)    | C     | Pietro Giovene       |

| N. |                   | Ruolo | Calciatore          |
| -- | ----------------- | ----- | ------------------- |
|    | Italia (bandiera) | C     | Alessandro Melampo  |
|    | Italia (bandiera) | C     | Daniele Orlandini   |
|    | Italia (bandiera) | C     | Paolo Passera       |
|    | Italia (bandiera) | C     | Alessandro Cortesi  |
|    | Italia (bandiera) | C     | Mattia Pignanelli   |
|    | Italia (bandiera) | C     | Luca Raguseo        |
|    | Italia (bandiera) | C     | Daniele Serio       |
|    | Italia (bandiera) | A     | Fabio Pellacini     |
|    | Italia (bandiera) | A     | Davide Valla        |
|    | Italia (bandiera) | A     | Carmine Franzese    |
|    | Italia (bandiera) | A     | Francesco Volpe     |
|    | Italia (bandiera) | A     | Gianluca Bassi      |
|    | Italia (bandiera) | A     | Federico Cantoni    |
|    | Italia (bandiera) | A     | Marco Arena         |
|    | Italia (bandiera) | A     | Giacomo Zecca       |
|    | Italia (bandiera) | A     | Luca Chiaia         |
|    | Serbia (bandiera) | A     | Ivan Lucev          |
|    | Italia (bandiera) | A     | Carmine Marrazzo    |
|    | Italia (bandiera) | A     | Alessandro Minasola |

## Risultati

### Eccellenza Emilia-Romagna girone A

#### Girone di andata
| Salsomaggiore Terme 9 settembre 2012 1ª giornata | Salsomaggiore | 0 – 0 | Lupa Piacenza | \| Arbitro: \| Arace (Lugo) \| |
| Arbitro:                                         | Arace (Lugo)  |       |               |                                |

| Arbitro: | Baldi (Bologna) |

|                |           |              |
| Arena 55’, 88’ | Marcatori | 91’ Andreoli |

| Arbitro: | Fusi (Lecco) |

|                |           |                     |
| Burgazzoli 85’ | Marcatori | 32’ Arena 48’ Valla |

| Arbitro: | Moro (Schio) |

|                 |           |             |
| Arena 6’ (rig.) | Marcatori | 40’ Ogliari |

| Arbitro: | Casadei (Cesena) |

|                           |           |  |
| Mazzera 48’ Ravanetti 53’ | Marcatori |  |

| Arbitro: | Bolsi (Cesena) |

|           |           |  |
| Volpe 70’ | Marcatori |  |

| Arbitro: | Zucchini (Bologna) |

|                 |           |                             |
| Silvestrini 74’ | Marcatori | 20’ Arena 76’, 89’ Tognassi |

| Arbitro: | Zufferli (Udine) |

|                           |           |           |
| Tognassi 68’ Franzese 80’ | Marcatori | 45’ Pesci |

| Arbitro: | Capelli (Bergamo) |

|                         |           |                              |
| Pecorari 34’ Napoli 54’ | Marcatori | 5’ Franzese 82’ (rig.) Arena |

| Arbitro: | Arace (Lugo) |

|                                                   |           |           |
| Arena 37’ Volpe 40’ Serio 45’ Franzese 70’ (rig.) | Marcatori | 82’ Melli |

| Arbitro: | Zanolini (Biella) |

|                                  |           |                                   |
| Arena 35’ Fumasoli 79’, 87’, 95’ | Marcatori | 18’, 22’ Nosenzo 82’ Tagliafierro |

| Arbitro: | Santoni (Cesena) |

|           |           |  |
| Arena 23’ | Marcatori |  |

| Arbitro: | Meloni (Carbonia) |

|               |           |              |
| Arena 2’, 68’ | Marcatori | 76’ Bellesia |

| Arbitro: | Baldi (Bologna) |

|                   |           |                           |
| Bonomi 3’ Pin 74’ | Marcatori | 42’ Passera 93’ Cavicchia |

| Arbitro: | Covilli Faggioli (Bologna) |

|              |           |  |
| Marrazzo 13’ | Marcatori |  |

| Arbitro: | Luciani (Roma) |

|  |           |                                                                     |
|  | Marcatori | 38’, 79’ Pellacini 48’ Marrazzo 55’ Arena 62’ Martinez 86’ Minasola |

| Arbitro: | Siciliani (Genova) |

|                                  |           |               |
| Volpe 49’ Arena 81’ Fumasoli 84’ | Marcatori | 50’ Roncarati |

#### Girone di ritorno
| Arbitro: | Turchet (Pordenone) |

|              |           |              |
| Andreoli 39’ | Marcatori | 73’ Marrazzo |

| Arbitro: | Ballarini (Bologna) |

|           |           |  |
| Valla 30’ | Marcatori |  |

| Arbitro: | Cazzaniga (Lecco) |

|             |           |                                 |
| Montani 30’ | Marcatori | 51’, 72’ Marrazzo 91’ Pellacini |

| Arbitro: | Rotolo (Palermo) |

|                                             |           |                                 |
| Orlandini 79’ Arena 82’ (rig.) Minasola 93’ | Marcatori | 66’ Picchi 86’ (rig.) Terranova |

| Arbitro: | Bitonti (Bologna) |

|                                              |           |                |
| Minasola 31’ Arena 75’ Passera 79’ Lucev 86’ | Marcatori | 21’ Burgazzoli |

| Arbitro: | Campagnolo (Castelfranco Veneto) |

|           |           |  |
| Arena 38’ | Marcatori |  |

| Arbitro: | Villa (Rimini) |

|  |           |              |
|  | Marcatori | 45’ Marrazzo |

| Piacenza 17 marzo 2013 26ª giornata | Lupa Piacenza    | 0 – 0 | Correggese | \| Arbitro: \| Vigile (Cosenza) \| |
| Arbitro:                            | Vigile (Cosenza) |       |            |                                    |

| Arbitro: | Ledda (Cagliari) |

|  |           |                   |
|  | Marcatori | 34’, 78’ Marrazzo |

| Arbitro: | Pashuku (Roma) |

|  |           |               |
|  | Marcatori | 57’ Orlandini |

| Arbitro: | Belfiore (Parma) |

|  |           |              |
|  | Marcatori | 65’ Marrazzo |

| Arbitro: | Bolsi (Parma) |

|                  |           |                            |
| Amedei 6’ (rig.) | Marcatori | 71’ (rig.) Arena 80’ Lucev |

| Arbitro: | Casadei (Cesena) |

|                             |           |              |
| Pedrazzoli 35’ Bellesia 47’ | Marcatori | 71’ Minasola |

| Arbitro: | Zucchini (Bologna) |

|                                    |           |  |
| Marrazzo 67’ Arena 71’ Passera 79’ | Marcatori |  |

| Arbitro: | Di Noia (Modena) |

|                 |           |                |
| Scaravonati 46’ | Marcatori | 36’, 80’ Arena |

| Arbitro: | Zamagni (Cesena) |

|             |           |                           |
| Cortesi 52’ | Marcatori | 26’ Graziano 84’ Perugino |

| Arbitro: | Luciano (Bologna) |

|          |           |                                   |
| Vado 28’ | Marcatori | 5’ (rig.), 35’ Fumasoli 40’ Arena |

### Coppa Italia Dilettanti Emilia-Romagna girone A

#### Primo turno
| Squadra          | P.ti | G | V | N | P | GF | GS | DR |
| ---------------- | ---- | - | - | - | - | -- | -- | -- |
| 1. Fiorenzuola   | 6    | 2 | 2 | 0 | 0 | 7  | 2  | +5 |
| 2. Lupa Piacenza | 3    | 2 | 1 | 0 | 1 | 2  | 4  | -2 |
| 3. Royale Fiore  | 0    | 2 | 0 | 0 | 2 | 2  | 5  | -3 |

| Arbitro: | Dallasta (Reggio Emilia) |

|                          |           |  |
| Franzese 34’, 90’ (rig.) | Marcatori |  |

| Arbitro: | Belfiore (Parma) |

|                                                 |           |  |
| Franchi 34’ (rig.), 63’ Cerati 50’ Pizzelli 80’ | Marcatori |  |

## Statistiche

### Statistiche di squadra
| Competizione                           | Punti | In casa | In casa | In casa | In casa | In casa | In casa | In trasferta | In trasferta | In trasferta | In trasferta | In trasferta | In trasferta | Totale | Totale | Totale | Totale | Totale | Totale | DR  |
| Competizione                           | Punti | G       | V       | N       | P       | Gf      | Gs      | G            | V            | N            | P            | Gf           | Gs           | G      | V      | N      | P      | Gf     | Gs     | DR  |
| -------------------------------------- | ----- | ------- | ------- | ------- | ------- | ------- | ------- | ------------ | ------------ | ------------ | ------------ | ------------ | ------------ | ------ | ------ | ------ | ------ | ------ | ------ | --- |
| Eccellenza Emilia-Romagna - Girone A   | 81    | 17      | 14      | 2       | 1       | 34      | 14      | 17           | 11           | 4            | 2            | 32           | 15           | 34     | 25     | 6      | 3      | 66     | 29     | +37 |
| Coppa Italia Dilettanti Emilia-Romagna | 3     | 1       | 1       | 0       | 0       | 2       | 0       | 1            | 0            | 0            | 1            | 0            | 4            | 2      | 1      | 0      | 1      | 2      | 4      | -2  |
| Totale                                 | 84    | 18      | 15      | 2       | 1       | 36      | 14      | 18           | 11           | 4            | 3            | 32           | 19           | 36     | 26     | 6      | 4      | 68     | 33     | +35 |